# Boleslaw Filipiak
Pour les articles homonymes, voir Filipiak.
Bolesław Filipiak, né le 1er septembre 1901 à Osniszczewko en Pologne et mort le 14 octobre 1978 à Poznań, est un cardinal polonais, doyen du tribunal ecclésiastique de la Rote romaine de 1967 à sa mort. Il est inhumé dans la Basilique-archicathédrale Saint-Pierre-et-Paul de Poznań.

## Biographie

### Prêtre
Bolesław Filipiak étudie à l'université puis au séminaire de Poznań. Il est ordonné prêtre le 29 mai 1926 pour le diocèse de Gniezno-Poznań. Il poursuit ses études à Rome et obtient  en 1935 un diplôme en droit canon et en droit civil (in utroque jure).
De 1935 à 1945, il est secrétaire du cardinal August Hlond, archevêque de Gniezno, primat de Pologne. Il est emprisonné par les nazis en 1945 durant un an. Il devient membre du tribunal archidiocésain de Gniezno et devient expert des causes matrimoniales.
En 1947, il est nommé auditeur du tribunal ecclésiastique de la Rote romaine et il en devient le doyen en juin 1967.

### Évêque
Nommé évêque in partibus de Plestia (de) le 1er mai 1976, il est consacré le 14 mai suivant par le cardinal Pericle Felici.

### Cardinal
Il est créé cardinal par le pape Paul VI lors du consistoire du 24 mai 1976 avec le titre de cardinal-diacre de S. Giovanni Bosco in via Tuscolana. Il décède le 14 octobre 1978, date du premier jour du conclave, le seul cardinal à disparaître pendant la vacance du pouvoir pontifical, entre la mort de Jean-Paul Ier le 28 septembre 1978 et l'élection de Jean-Paul II le 16 octobre suivant.